# Émigration française vers Jersey
Jersey, située au large des côtes françaises mais dépendant de la couronne britannique, servit à plusieurs époques de refuge à des personnes se sentant menacées pour des causes politiques ou religieuses et connut aussi une certaine immigration pour des raisons économiques.

## Migration  et exil politique
Les réfugiés sont la plupart  des victimes françaises de persécutions idéologiques.
Il y eut d’abord des Huguenots, ainsi, en 1738, George II, roi de Grande-Bretagne et d'Irlande, nomme Jean Cavalier, chef des camisards, lieutenant-gouverneur de l'île de Jersey. À la Révolution française, des nobles émigrés, venant de familles appartenant à la noblesse de l'ouest de la France  (c'est à Jersey que fut prononcé la première oraison funèbre de Louis XVI le 21 janvier 1794 par Melchior de Berlier-Tourtour); enfin, lors du Second Empire, des républicains, dont le plus célèbre est Victor Hugo, établi sur Jersey, puis sur Guernesey.
En 1848, ce sont 2 000 républicains qui arrivent, et encore 2 000 en 1852.
Puis vinrent les ordres religieux  : jésuites, oblats, compagnons de Jésus, et l’ordre des Frères de Lamennais.
Jersey fut aussi un havre d'asile pour les insoumis au service militaire, notamment sous le Second Empire. Jersey était l'endroit pour se faire oublier, mais suffisamment proche des côtes de France pour pouvoir revenir à l'occasion.

## La Bretagne et la Normandie

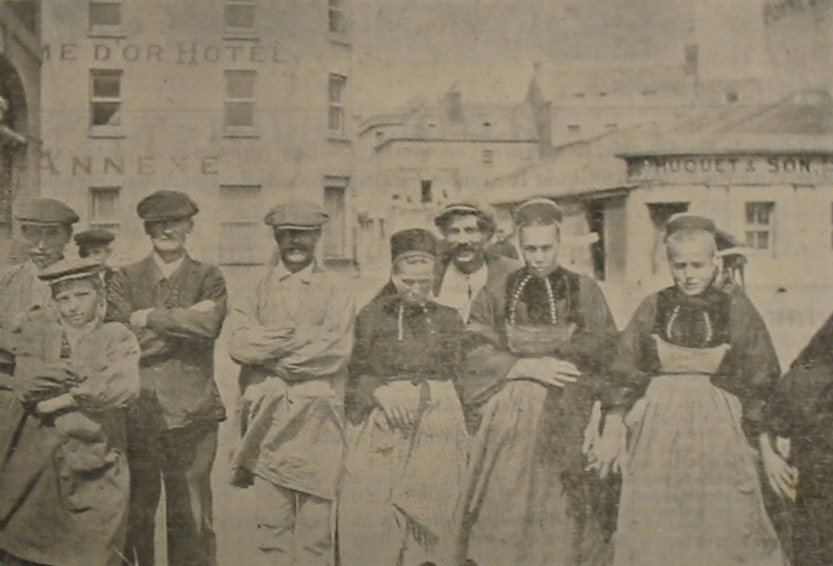
Ouvriers bretons à Jersey (La Chronique de Jersey du 6 juillet 1912)

La spécialisation de Jersey dans la production agricole requérant une importante main d'œuvre saisonnière attira de nombreux Bretons qui souvent finirent par rester sur l’île. L'immigration la plus importante vers Jersey est ainsi l'immigration agricole entre 1850 et 1950. Ce sont les Bretons des Côtes-du-Nord (aujourd’hui Côtes-d'Armor) qui affluent le plus mais aussi ceux du Morbihan. Cependant, à Jersey, la vie n'était pas vraiment plus facile. 
Le travail, essentiellement le ramassage des pommes de terre, était extrêmement dur. Il fallait travailler au moins 56 heures par semaine. Les conditions de logement étaient très rudimentaires. On dormait souvent à même le sol et l’on devait faire sa cuisine sur un feu de camp. Il y a eu des grèves et des sévices de la part de la population locale. Certains pourtant décidaient de rester. D'après Monteil : « Les Bretons et les Normands qui se rendaient à Jersey partaient officiellement pour les 6 à 7 semaines de la saison des pommes de terre primeurs. Si les plus entreprenants d’entre eux trouvaient aussi du travail pour l'été et l’automne avec les foins ou la récolte des tomates, puis pour l’hiver pour s’occuper du bétail, ils pouvaient ensuite régulariser leur situation en demandant un visa au consulat de Saint-Hélier. Les plus chanceux sont ainsi devenus agriculteurs avec leur lopin de terre. »